# 1996年の国際連合事務総長の選出
1996年の国際連合事務総長の選出は、ブトロス・ブトロス＝ガーリの1期目の任期が満了する1996年に行われた。ブトロス＝ガーリのみが立候補して、安全保障理事会理事国の15か国中14か国の支持を得た。しかし、アメリカ合衆国がブトロス＝ガーリの再選に拒否権を発動し、最終的には立候補を取り下げさせた。
その後の公開選考では、英語圏からの候補者に対しフランスが拒否権を発動したため暗礁に乗り上げた。フランスは英語圏の候補者に、アメリカはフランス語圏の候補者に、それぞれ拒否権を発動した。最終的にフランスが拒否権を棄権に変えたことで、ガーナのコフィー・アナンが1997年1月1日からの任期で事務総長に選ばれた。
1996年の選出は、現職の事務総長が2期目に立候補して却下された唯一の例となっている。

## 背景
高齢のブトロス＝ガリは当初1期だけ務めるつもりだったが、1996年に2期目に立候補した。事務総長は伝統的に、2期目に無競争で立候補する権利がある。それまで、現職の事務総長が拒否権によって2期目の就任を拒否されたことはなかった。1950年に選出されたトリグブ・リーは、ソ連から拒否権を行使されたが、安保理の勧告なしに総会で再任された。1976年の選出では、クルト・ヴァルトハイムが中国から象徴的な拒否権を行使されたが、2回目の投票では中国は一転してヴァルトハイムに賛成票を投じた:411。
1991年の選出では、ブトロス＝ガーリに対する投票にアメリカは棄権していた。1993年、ソマリアでの国連平和維持活動中にアメリカ兵15人が死亡したことで、アメリカ国内でブトロス＝ガーリに対する反発が強くなった。アメリカの国連大使マデレーン・オルブライトは作戦失敗の責任をブトロス＝ガーリに押し付け、ビル・クリントン大統領は「これよりアメリカの平和維持軍はアメリカの指揮下に入る」と発表した。しかし、実際には死亡した平和維持軍はすでにアメリカの指揮下にあった。
ブトロス＝ガーリは国連分担金15億ドルの未払いをめぐってアメリカに迫り、アメリカは途上国のためのプログラムの削減を迫るなど、国連とアメリカの緊張関係はさらに高まっていった。特にボスニア紛争では、英仏の司令官がセルビア人部隊への空爆を承認することを拒否したことが決定的となった。1996年のアメリカ大統領選挙では、共和党のボブ・ドール候補がブトロス＝ガーリの名前を揶揄したため、クリントンは自分の再選のためにブトロス＝ガーリを排除することにした。

## ブトロス＝ガーリの再選
ブトロス＝ガーリは、アメリカ以外の全ての安保理理事国から支持されており、国連総会でも途上国から支持されていたため、無競争による選出プロセスにかけられることになった。ブトロス＝ガーリはフランス語が堪能で、ソルボンヌ大学で学んでいたこともあり、フランスからも支持されていた。ブトロス＝ガーリの支持者は、1981年の選出が行き詰まった時のように、中国がアメリカと拒否権争いをしてくれることも期待していた。1996年の選考が膠着状態になれば、総会は安保理の勧告なしにブトロス＝ガリを任命することができる。1950年の選考では、ソ連がトリグブ・リーの2期目就任に拒否権を発動したため、アメリカが直接総会に諮ったという前例がある。

### オリエント急行作戦
マドレーン・オルブライト、リチャード・A・クラーク、マイケル・A・シーハン、ジェームズ・ルービンの4人は、「オリエント急行作戦」(Operation Orient Express)と名付けた、ブトロス＝ガーリを引きずり下ろすための密約を結んだ。この名前は、他の国々がアメリカと一緒になってブトロス＝ガーリ政権を倒してくれることを期待して付けられたものである。しかし、ビル・クリントン大統領からは「絶対に成功しない」と言われてしまった。
ブトロス＝ガーリへの支持が高まるにつれ、アメリカは彼の支持者への圧力を強めていった。アメリカ政府は、国連の資金を使ってブトロス＝ガーリの選挙戦を行った国連職員がいた場合は「措置を講ずる」と脅したが、そのような人物の名前を挙げることはできなかった。アメリカ情報局の報告書で、アメリカのある高官が匿名で、ブトロス＝ガーリへの支援を続けると、アフリカの2期目の事務総長の持ち回りを失うことになると警告した。アメリカは、1981年の選出において、票では勝っていたもののアメリカからの拒否権で排除されたタンザニアのサリム・アハメド・サリムを支持することも申し出た。ブトロス＝ガーリの抵抗に対してクリントン政権は「狂喜乱舞」していたようだ、と元国連職員は語っている。
11月17日、アメリカのオルブライト大使はブトロス＝ガーリに対し、事務総長の辞任を求め、新しい財団をジュネーブに設立することを提案した。他の西側諸国の外交官は、この申し出を「おかしなことだ」と言った。ブトロス＝ガーリの家族は裕福で、エジプトではすでにいくつかの財団を支援していたが、オルブライトがアメリカ議会に財団の資金を出すよう説得するのは難しいだろう思われたためである。ブトロス＝ガーリはアメリカからの申し出を断り、「他の仕事は探していない」と言った。

### アメリカの拒否権行使
11月18日、安保理は、ブトロス＝ガーリの支持率を測るための事前投票を実施した。投票結果は13-1-1で、反対票を投じたのはアメリカのみだった。イギリス代表団は、政府からの指示を受けていなかったため棄権した。
11月20日、安保理は非公開会合を開き、ブトロス＝ガーリを2期目に任命する決議案S/1996/952を審議した。採決結果は14-1-0で、アメリカが事前の宣言通り拒否権を行使したため、廃案となった。
アメリカの拒否権行使は、他の外交官から「強盗」(mugging)と呼ばれて批判された。ブトロス＝ガーリは、「自分はノリエガやサダム・フセインではない」と訴え、アメリカをローマ帝国に例えた。CNN創設者のテッド・ターナーは、「イギリスでさえもこの男の再選に投票した。イギリスはいつもアメリカに頼まれたことをするのに」と語った。イギリスの外交官ブライアン・アークハートは、アメリカ議会の議員を「非常に外国人嫌いで、非常に神経質で、非常に無知だと思う」と評し、「事務総長は（アメリカの）国務省のメンバーではないはずだ」と述べた。保守派の『ニューヨーク・ポスト』紙さえも、クリントンを「強迫観念に浸っている」「異常な外交的孤立を示している」と批判した。一方、「オリエント急行作戦」の共謀者たちは、外国からの圧力に抵抗して拒否権を継続するようクリントンを説得した。

### 膠着状態
11月21日と11月25日に安保理の会合が開かれたが、どの理事国も意見を変えなかったため、投票は行われなかった。アメリカは、独自の候補者を指名することも、安保理で否決されるのが確実だとして拒否した。アメリカのオルブライト大使は、ブトロス＝ガーリに代わる候補者をアフリカ諸国が独自に選ぶべきだと主張した。アメリカの外交官たちは、「このままではアフリカは事務総長交代の順番を失う」と再三警告した。しかし、ボツワナ代表は「我々はブトロス＝ガーリ博士だけが載ったリストしか持っていない」と述べた。
11月29日にも安保理の会合が開かれたが、採決は行われなかった。同日、アフリカ統一機構の議長は加盟国に追加指名を求める書簡を出した。しかし、他の候補者を指名することはブトロス＝ガーリを貶めることになるとして、どの国からも追加の指名はなかった。フランスをはじめとするヨーロッパ諸国は、1961年にウ・タントが17か月の任期で任命された前例にならって、ブトロス＝ガーリを2年の短い任期で任命するという妥協案を提案した。しかし、アメリカはこの提案に応じなかった。
12月5日にブトロス＝ガーリが立候補を取り下げたことで、ようやくこの難局が打開された。これにより、他の候補者にも門戸が開かれた。

## 公開選考
11月12日、アメリカが拒否権を行使することを想定して、インドネシアのヌグロホ・ウィスナムルティ安保理議長は、公開選考の手順を定めた。安保理は無記名で何度も事前投票（ストロー・ポール）を実施する。候補者が決まると、次の事前投票では、常任理事国は赤い紙、非常任理事国は白い紙で投票する。これにより、いずれかの常任理事国に拒否権行使の意思があることが明らかにされる。少なくとも1人の候補者が9票以上を獲得し、拒否権の行使がない場合、最終的に決議案が提出され、投票が行われる。この「ウィスナムルティ・ガイドライン」は、1981年の選出の膠着状態を打開するために用いられたプロセスを正式に定めたもので、その後の全ての事務総長の公開選考で用いられている。
ブトロス＝ガーリの後任には、4人のアフリカ人候補者が指名された。コートジボワールのアマラ・エシー、ガーナのコフィー・アナン、ニジェールのハミド・アルガビット、モーリタニアのアムドゥ・ウルド＝アブダラーである。12月6日に安保理の会合が開催されたが、候補者が増えるのを待つために投票は行われなかった。しかし、他の候補者は指名されなかった。セネガルのムスタファ・ニアスは、中国が拒否権を行使する可能性があるという理由で指名されなかった。タンザニアのサリム・アハメド・サリムは、フランスが拒否権を行使する可能性があるため指名されなかった。総会の会期終了が12月17日に迫っていたため、安保理は1週間で事務総長を選出しなければならなかった。
12月10日に行われた1回目の事前投票では、アナンが12-2-1（拒否権1）でトップ、エシーが11-4-0（拒否権2）で2位となった。アナンはフランスから、エシーはアメリカとイギリスから拒否権行使の意思を表明された。フランスがアナンを拒絶したのは、ガーナが英語圏であり、かつ、アナンがアメリカの大学に通っていたためだったが、実際にはアナンはフランス語を流暢に話すことができた。
2回めの投票では、アナンが賛成票10、反対票3（拒否権1）、棄権1でリードし、エシーが賛成票7、拒否権2で2位となった。フランス語圏の候補者には全て、アメリカとイギリスが拒否権を行使していた。
12月11日の3回目の投票では、アナンがフランスの拒否権を含む11-4-0の得票でリードし、エシーは米英の拒否権を含む6-4-4で2位だった。フランス語圏と英語圏の間で行き詰まりを見せていたが、中国がアフリカ出身者以外への拒否権行使を表明していたため、フランス語圏と英語圏が大半を占めるアフリカから候補者を選ぶしかなかった。
12月12日に行われた4回目の投票では、14-1-0でアナンが有利な候補者となったが、フランスが拒否権を行使した。
12月13日、フランスはアナンに対する拒否権を取り下げた。安全保障理事会は、喝采投票による満場一致で決議1090を採択し、次期国連事務総長候補としてコフィー・アナンを総会に推薦した。12月17日、総会は決議A/51/L.66を採択し、2001年12月31日までの任期でコフィー・アナンを次期事務総長に任命した。

## 2001年の再選
2001年、コフィー・アナンは無投票で再選された。ブトロス＝ガーリが1期で退任したことにより、アフリカ出身者が3期連続で事務総長の座に就くことになった。アジア太平洋グループは、次の2006年の選出でアフリカグループがアジア出身者を支持する見返りとして、2001年のアナンの再選を支持することにした。
安全保障理事会は6月27日、アナンを2期目に推薦する決議1358を満場一致で可決した。総会は6月29日、決議A/55/L.87で、2006年12月31日までの任期でアナンの再任を承認した。